# Cuichapa, San Luis Potosí
Cuichapa är en ort i Mexiko.   Den ligger i kommunen Matlapa och delstaten San Luis Potosí, i den sydöstra delen av landet, 210 km norr om huvudstaden Mexico City. Cuichapa ligger 187 meter över havet och antalet invånare är 335.
Terrängen runt Cuichapa är lite bergig. Runt Cuichapa är det ganska tätbefolkat, med 67 invånare per kvadratkilometer. Närmaste större samhälle är Tamazunchale, 7,8 km sydost om Cuichapa. I omgivningarna runt Cuichapa växer huvudsakligen savannskog.